# Apostolos Stamatelopoulos
Apostolos Vasilios Stamatelopoulos (in greco Απόστολος Βασίλειος Σταματελόπουλος?; Adelaide, 9 aprile 1999) è un calciatore australiano, attaccante del Motherwell e della nazionale australiana.

## Biografia
Ha origini greche.

## Carriera

### Club
È cresciuto nel settore giovanile dell'Adelaide Utd ed ha debuttato in prima squadra il 28 ottobre 2017 nell'incontro di A-League Men perso 2-0 contro il Melbourne City. Ha realizzato il suo primo gol il 4 novembre 2018 nella trasferta vinta 3-0 contro il C.C. Mariners e venti giorni dopo ha firmato il suo primo contratto professionistico. Il 20 marzo 2019 è stato acquistato dal Western Utd, e nel gennaio del 2021 ha firmato con i Newcastle Jets.
Nell'agosto del 2021 si è trasferito in Grecia al Rodos, dove ha realizzato 6 reti in 17 incontri in Souper Ligka Ellada 2, non riuscendo tuttavia ad evitare la retrocessione anche a causa dei 12 punti di penalizzazione. Il 13 giugno 2022 ha firmato con il PAS Giannina dove ha tuttavia trascorso una stagione al di sotto delle aspettative giocando 17 incontri senza segnare alcun gol.
Il 7 luglio 2023 ha fatto ritorno al Newcastle Jets dove ha giocato una stagione da protagonista segnando 17 gol in 25 incontri e venendo includo nella squadra ideale del campionato. Il 21 luglio 2024 è passato al Motherwell.

### Nazionale
Ha giocato nella nazionale australiana Under-20.
Ha debuttato con la nazionale maggiore australiana l'11 giugno 2024 nell'incontro di qualificazione per il Campionato mondiale di calcio 2026 vinto 5-0 contro la Palestina.

## Statistiche

### Presenze e reti nei club
Statistiche aggiornate al 29 dicembre 2024
| Stagione               | Squadra                | Campionato             | Campionato | Campionato | Coppe nazionali | Coppe nazionali | Coppe nazionali | Coppe continentali | Coppe continentali | Coppe continentali | Altre coppe | Altre coppe | Altre coppe | Totale | Totale | Totale |
| Stagione               | Squadra                | Comp                   | Pres       | Reti       | Comp            | Pres            | Reti            | Comp               | Pres               | Reti               | Comp        | Pres        | Reti        | Pres   | Reti   |        |
| ---------------------- | ---------------------- | ---------------------- | ---------- | ---------- | --------------- | --------------- | --------------- | ------------------ | ------------------ | ------------------ | ----------- | ----------- | ----------- | ------ | ------ | ------ |
| 2017-2018              | Adelaide Utd           | AL                     | 7          | 1          | CA              | 0               | 0               | -                  | -                  | -                  | -           | -           | -           | 7      | 1      |        |
| 2018-2019              | Adelaide Utd           | AL                     | 8          | 3          | CA              | 4               | 0               | -                  | -                  | -                  | -           | -           | -           | 12     | 3      |        |
| Totale Adelaide United | Totale Adelaide United | Totale Adelaide United | 15         | 4          |                 | 4               | 0               |                    | -                  | -                  |             | -           | -           | 19     | 4      |        |
| 2019-2020              | Western Utd            | AL                     | 12         | 0          | CA              | 0               | 0               | -                  | -                  | -                  | -           | -           | -           | 12     | 0      |        |
| 2020-2021              | Newcastle Jets         | AL                     | 12         | 3          | CA              | 0               | 0               | -                  | -                  | -                  | -           | -           | -           | 12     | 3      |        |
| 2021-2022              | Rodos                  | SL2                    | 17         | 6          | CG              | 0               | 0               | -                  | -                  | -                  | -           | -           | -           | 17     | 6      |        |
| 2022-2023              | PAS Giannina           | SL                     | 17         | 0          | CG              | 0               | 0               | -                  | -                  | -                  | -           | -           | -           | 17     | 0      |        |
| 2023-2024              | Newcastle Jets         | AL                     | 25         | 17         | CA              | 1               | 0               | -                  | -                  | -                  | -           | -           | -           | 26     | 17     |        |
| Totale Newcastle Jets  | Totale Newcastle Jets  | Totale Newcastle Jets  | 37         | 20         |                 | 1               | 0               |                    | -                  | -                  |             | -           | -           | 38     | 20     |        |
| 2024-2025              | Motherwell             | SP                     | 16         | 5          | CS+CdL          | 0+2             | 0               | -                  | -                  | -                  | -           | -           | -           | 18     | 5      |        |
| Totale carriera        | Totale carriera        | Totale carriera        | 114        | 35         |                 | 7               | 0               |                    | -                  | -                  |             | -           | -           | 121    | 35     |        |

### Cronologia presenze e reti in nazionale
| Cronologia completa delle presenze e delle reti in nazionale ― Australia | Cronologia completa delle presenze e delle reti in nazionale ― Australia | Cronologia completa delle presenze e delle reti in nazionale ― Australia | Cronologia completa delle presenze e delle reti in nazionale ― Australia | Cronologia completa delle presenze e delle reti in nazionale ― Australia | Cronologia completa delle presenze e delle reti in nazionale ― Australia | Cronologia completa delle presenze e delle reti in nazionale ― Australia | Cronologia completa delle presenze e delle reti in nazionale ― Australia |
| Data                                                                     | Città                                                                    | In casa                                                                  | Risultato                                                                | Ospiti                                                                   | Competizione                                                             | Reti                                                                     | Note                                                                     |
| ------------------------------------------------------------------------ | ------------------------------------------------------------------------ | ------------------------------------------------------------------------ | ------------------------------------------------------------------------ | ------------------------------------------------------------------------ | ------------------------------------------------------------------------ | ------------------------------------------------------------------------ | ------------------------------------------------------------------------ |
| 11-6-2024                                                                | Perth                                                                    | Australia                                                                | 5 – 0                                                                    | Palestina                                                                | Qual. Mondiali 2026                                                      | -                                                                        | 65’                                                                      |
| Totale                                                                   |                                                                          | Presenze                                                                 | 1                                                                        |                                                                          | Reti                                                                     | 0                                                                        |                                                                          |

## Palmarès

### Club

#### Competizioni nazionali
- Australia Cup: 1

Adelaide United: 2017-2018

### Individuale
- Squadra dell'anno di A-League: 1

2023-2024